# چن جین (بدمینتون‌باز)
چن جین (انگلیسی: Chen Jin؛ زادهٔ ۱۰ ژانویهٔ ۱۹۸۶) بدمینتون‌باز اهل چین است. وی بین سال‌های ۲۰۰۳ تا ۲۰۱۳ میلادی فعالیت می‌کرد.